# Troglotheridion lamellatum
Espèce
Troglotheridion lamellatum est une espèce d'araignées aranéomorphes de la famille des Theridiidae.

## Distribution
Cette espèce est endémique du Guizhou en Chine. Elle se rencontre dans le xian de Dafang dans la grotte Qingxu.

## Description
Le mâle holotype mesure 1,66 mm et la femelle paratype 1,59 mm.

## Systématique et taxinomie
Cette espèce a été décrite par Hu et Liu en 2025.

## Publication originale
- Hu & Liu, 2025 : « A new troglobitic genus of the family Theridiidae Sundevall, 1833 (Araneae: Theridiidae) from China. » Zootaxa, no 5627(2), p. 387-400.